# Longitarsus melanocephalus
Longitarsus melanocephalus is een keversoort uit de familie bladkevers (Chrysomelidae). De wetenschappelijke naam van de soort werd in 1775 gepubliceerd door Charles De Geer.